# Mesochorus distentus
Mesochorus distentus là một loài tò vò trong họ Ichneumonidae.